# Успенский собор (Хельсинки)
Успе́нский собо́р (фин. Uspenskin katedraali, швед. Uspenskijkatedralen или собо́р Успе́ния Пресвято́й Богоро́дицы, фин. Jumalansynnyttäjän kuolonuneen nukkumisen katedraali, швед. Marie Himmelsfärdskatedralen) — «Греко-православный» или «восточно-православный» храм в районе Катаянокка в Хельсинки, кафедральный собор Хельсинкской митрополии Финляндской архиепископии Константинопольского патриархата. Построен в 1868 году по проекту архитектора Алексея Горностаева в русском стиле и освящён в честь Успения Пресвятой Богородицы. Общая высота сооружения — 51 метр. Собор является одним из самых больших в Северной Европе.
В крипте собора освящена часовня в честь священномученика Александра Хотовицкого, который до 1917 года был настоятелем Гельсингфорского прихода.

## История

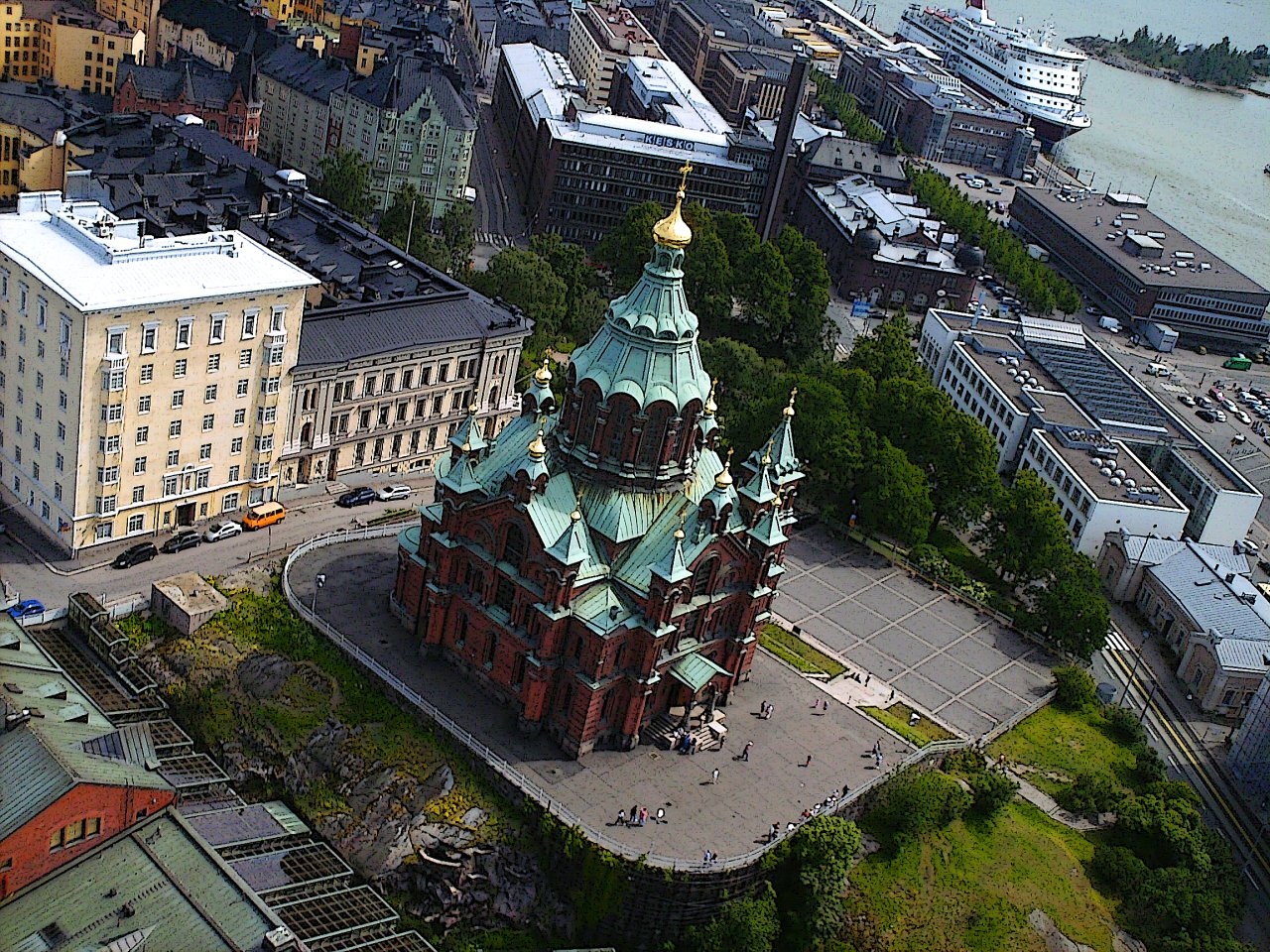
Вид на собор с высоты птичьего полёта

В 1854 году настоятелем Свято-Троицкой церкви в Гельсингфорс был назначен Николай Попов, 24-летний священник, только что окончивший Петербургскую Духовную академию. Поскольку Троицкая церковь была небольшой и в большие праздники даже не вмещала всех верующих, молодой священник поднял вопрос о строительстве новой церкви. Он обратился за помощью к генерал-губернатору графу Фёдору Бергу, который содействовал лютеранам и католикам в построении собственных церквей. Генерал-губернатор не промедлил, и первый документ об Успенском соборе датирован мартом 1857 — в нём поднят вопрос о необходимости нового обширного православного храма который наружным благообразным великолепием и большею вместительностью соответствовал бы… общему усердию религиозному. В апреле 1859 года граф Берг уже просил у обер-прокурора Синода разрешения пригласить в Гельсингфорс для этой цели академика архитектуры Алексея Максимовича Горностаева, знакомого графу, вероятно, по работам на Валааме. Проект, составленный Степаном Барановским, (профессором Гельсингфорского университета), ему не понравился.
Горностаев приехал в Гельсингфорс летом 1859 года. Он определил скалистый холм на острове Скатудден (Катаянокка) как место для будущего храма. В том же году архитектор составил чертежи, которые 12 января 1860 года были Высочайше утверждены Александром II. Обер-прокурор Синода граф Александр Толстой сообщил пожелание Александра II освятить новый храм в честь Успения Пресвятой Богородицы с приделами во имя благоверного князя Александра Невского и святителя Николая Чудотворца, но храм в конечном итоге стал однопрестольным, так как места для приделов не хватило.
Осенью 1860 года с Горностаевым был заключён контракт. Начался сбор средств и пожертвований. На постройку Бергу удалось получить от Синода 15 тысяч рублей, к которым император Александр II добавил 20 тысяч рублей. К началу работ общенародный сбор принёс 31 тысячу рублей, но газета «Северная почта» продолжала печатать о нём объявления. По Высочайшему повелению 25 тысяч рублей было отпущено из Капитула орденов, от московского купечества дано 20 тысяч. Цесаревич Александр в ознаменование бракосочетания с принцессой Дагмарой (Марией Феодоровной) прислал 2 000 руб. Постройка собора обошлась в 223 тысячи рублей, и эта сумма была собрана с помощью добровольных пожертвований.

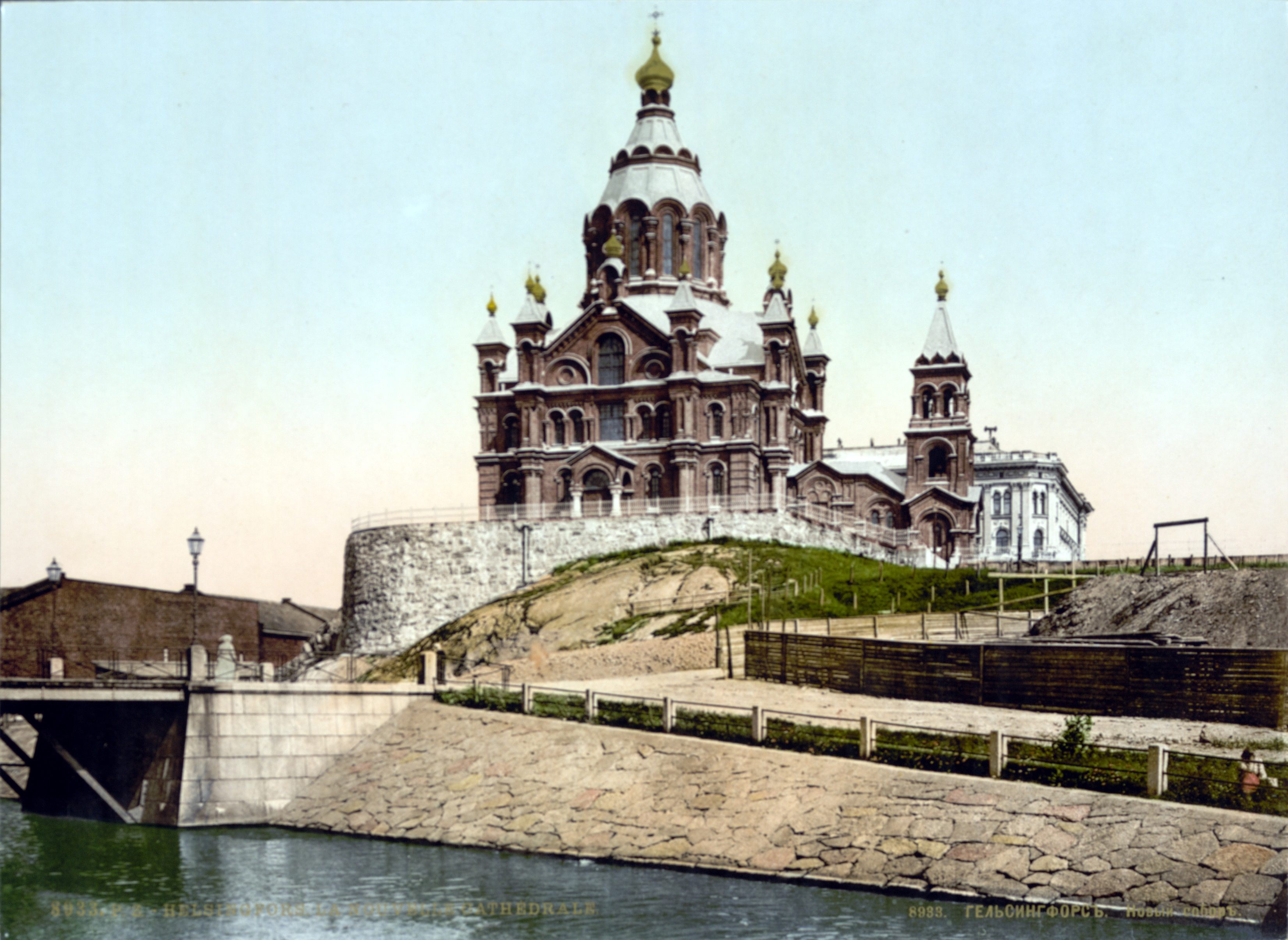
Успенский собор в 1896 году.

Торжественная закладка храма состоялась 15 августа 1862 в присутствии и при участии великих князей Алексея Александровича и Николая Константиновича, совершавших плавание по Балтийскому морю. Руководил стройкой сам Горностаев. Однако 18 декабря 1862 года он скончался в возрасте 54 лет. Строительство продолжил архитектор Иван Варнек (1819—1877), только что завершивший возведение собора в Свеаборге по чертежам Константина Тона. В проект Горностаева он не внёс изменений, только звонницу заменил колокольней.
Красный кирпич для строительства храма был доставлен в Хельсинки с Аландских островов из крепости Бомарсунд, разрушенной в 1854 году англо-французским флотом во время Крымской войны.
Иконостас собора был исполнен Павлом Саввичем Шильцовым (1820—1893), академиком Императорской Академии художеств. Особенностью иконостаса является то, что иконы выполнены не в традиционной для православия византийской манере, а в стиле художников эпохи Возрождения.
25 октября 1868 года состоялось освящение храма.
В 2006 году купола собора были заново позолочены.
Летом 2010 года Успенский собор дважды взламывали: в июне из собора была украдена одна из самых ценных икон — икона Богородицы «Козельщанская» и большая часть драгоценностей, полученных в дар от прихожан; вторая попытка взлома в августе не увенчалась успехом, а трое граждан Румынии, подозреваемых в преступлении, были задержаны. Икона была найдена и передана на реставрацию в Ново-Валаамский монастырь, а позднее возвращена на прежнее место.
В 2018 году в Финляндии прошли различные мероприятия, посвящённые 150-летию собора. Кульминацией празднования юбилея стала неделя с 13 по 19 августа, в течение которой в соборе проходили концерты, лекции, службы и экскурсии; завершилась неделя праздничным богослужением в честь священномученика Александра Хотовицкого (1872—1937), настоятеля собора в 1914—1917 годах.
С начала 2018 года в соборе проходят работы в рамках реставрационного проекта по обновлению иконостаса и других вызолоченных деталей храма. Планируется, что мастера-позолотчики будут продолжать эти работы в течение семи лет.

## Расположение
Собор расположен в историческом центре Хельсинки у основания полуострова (он же — городской район) Катаянокка (фин. Katajanokka) на высокой скале. С площадки у входа в собор открывается широкий вид на город.

## В культуре
Собор фигурирует в начале фильма Дона Сигела 1977 года «Телефон» с Чарлзом Бронсоном в главной роли.